# Pantana melantera
Pantana melantera är en fjärilsart som beskrevs av Collenette 1932. Pantana melantera ingår i släktet Pantana och familjen tofsspinnare. Inga underarter finns listade i Catalogue of Life.